# (37293) 2001 AF43
2001 أي أف 43 (ويعرف أيضًا باسم (37293) 2001 أي أف 43 وفق تسمية الكوكب الصغير) (بالإنجليزية: 2001 AF43)‏ هو كويكب ضمن حزام الكويكبات؛ وترتيبه 37293 من حيث الاكتشاف.
اكتُشف هذا الجُرم الفلكي بواسطة مرصد لويل للبحث عن الأجرام القريبة من الأرض في 4 يناير 2001.

## وصلات خارجية
- (37293) 2001 AF43 في قاعدة بيانات مختبر الدفع النفاث لأجرام النظام الشمسي الصغيرة

- الاكتشاف · مخطط المدار ·  العناصر المدارية · المعلمات المادية

- (37293) 2001 AF43 على موقع ويكي سكاي: DSS2, SDSS, GALEX, IRAS, Hydrogen α, X-Ray, Astrophoto, Sky Map, Articles and images